# Schizothyrium scutelliforme
Schizothyrium scutelliforme är en svampart som först beskrevs av Rehm, och fick sitt nu gällande namn av Arx 1962. Schizothyrium scutelliforme ingår i släktet Schizothyrium och familjen Schizothyriaceae.   Inga underarter finns listade i Catalogue of Life.